# Kolonia Rybacka (województwo warmińsko-mazurskie)
Kolonia Rybacka – osada mazurska w Polsce położona w województwie warmińsko-mazurskim, w powiecie węgorzewskim, w gminie Węgorzewo, nad brzegiem jeziora Święcajty.
W latach 1975–1998 miejscowość administracyjnie należała do województwa suwalskiego.